# Scleria balansae
Scleria balansae är en halvgräsart som beskrevs av Paul Jean Baptiste Maury och Marc Micheli. Scleria balansae ingår i släktet Scleria och familjen halvgräs. Inga underarter finns listade i Catalogue of Life.